# 中移铁通
中移铁通有限公司简称中移铁通，其前身是中国铁通集团有限公司、铁道通信信息有限责任公司，更早可以上溯到中华人民共和国铁道部各个路局或者分局的通信段。

## 历史

### 成立背景
随着中国铁路的迅速发展，至1990年代末，铁路通信网络结构覆盖面仅次于邮电部电信总局（今中国电信，其网络又称为邮电公网）居全国第二位，拥有覆盖全国65000公里铁路沿线的通信网络资源。铁道部想以此网络进入通信市场却被当时的邮电系统掣肘，长期以来无法进入民用电信市场。
中華人民共和国国务院在进行电信改革过程中，考虑到巨量铁路通信资源的利用，于1995年11月正式成立铁道部中铁通信中心，1997年该中心开始运作，标志着铁路通信开始走向中国电信市场。随后铁道部与中国联通合作，并在当年组织郑州铁路局、兰州铁路局、呼和浩特铁路局、乌鲁木齐铁路局通信股协助创建中国联通在河南、甘肃、宁夏、内蒙古、新疆、湖北等地分公司组建及网络建设工作。在协助组建中国联通的同时，铁道部想让铁路通信网以独立身份进入社会电信市场的愿望日益强烈。

### 成立及发展

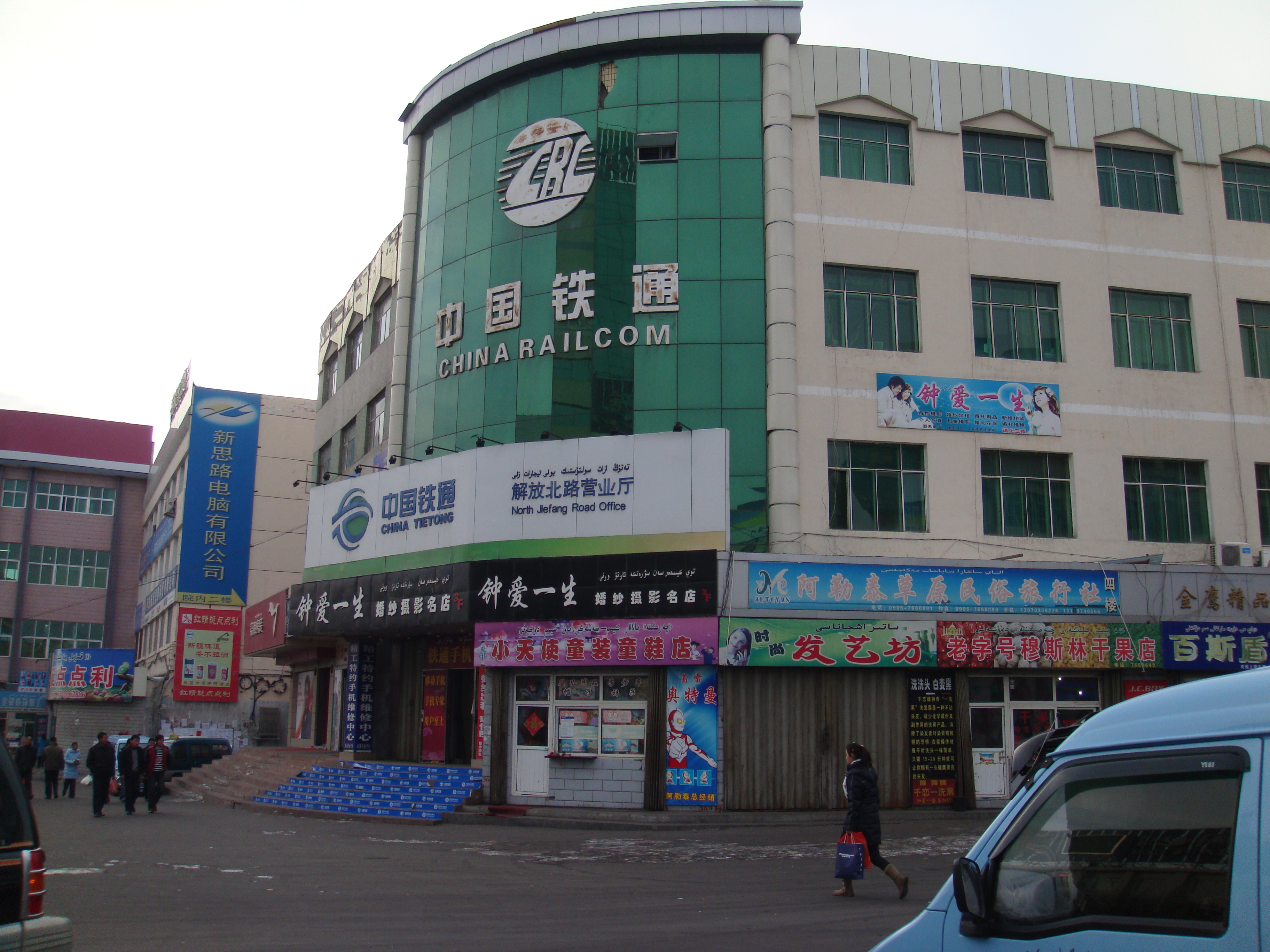
位于新疆阿勒泰市解放北路的中国铁通营业厅（2008年），其中玻璃幕墙上为铁通第一代标志，下边灯箱为铁通第二代标志

2000年7月，根据国务院批示和信息产业部、国家经贸委要求，于2000年12月26日成立铁道通信信息有限责任公司，隶属中华人民共和国铁道部，共有省级分公司31个，地市分公司321个，员工7万人，系国有大型基础电信运营企业。
2004年1月20日，经国务院批准，由铁道部移交国资委管理，更名为“中国铁通集团有限公司”，6月，被国资委列为董事会试点企业。

### 被合并及网络拆分
2008年5月23日，中国移动通信集团公司通报，中国铁通集团有限公司并入中国移动通信集团公司，成为其全资子企业，不过两者保持相对独立运营。中国铁通董事长赵吉斌新增为中国移动副总经理。
2009年12月15日，中国铁通属下的通信网正式拆分铁路专用通信网与公共通信网，其铁路通信网络调度的指挥权和管理权移交铁道部，铁通公司的固话及宽带等公共通信网经营业务仍为中国移动通信集团所有。
2015年11月27日，中国移动宣布其子公司中移铁通以318.8亿元向母公司中国移动通信集团公司收购原中国铁通的社会通信网资产和业务。2015年12月31日，交割完成，自此变为中国移动全子公司，此后公司业务主要是协助中国移动宽带的推广发展。